# Крекінг-установка у Антверпені (BASF)
Крекінг-установка у Антверпені (BASF) – нафтохімічне виробництво концерну BASF у агломерації бельгійського портового міста Антверпен.
З 1960-х років у Антверпені діяв виробничий майданчик BASF, на якому в 1994-му ввели в експлуатацію установку парового крекінгу (піролізу). У середині 2000-х вона пройшла модернізацію зі збільшенням потужності до 1080 тисяч тонн етилену та 650 тисяч тонн пропілену на рік. Як сировину установка використовує газовий бензин (naphtha), а також невелику кількість етану (6%).
Частина виробленого етилену споживається самим концерном BASF для виробництва оксирану (500 тисяч тонн на рік) та мономеру стирену (так само 500 тисяч тонн, спільне підприємство з групою INEOS).
Надлишки олефінів можуть постачатись іншим виробникам. Наприклад, у Антверпені групі INEOS належать заводи поліетилену високої щільності (440 тисяч тонн), оксирану (420 тисяч тонн) та поліпропілену (90 тисяч тонн). Група Borealis, котра так само не має у Бенілюксі власного піролізного виробництва, продукує в Антверпені 300 тисяч тонн поліпропілену. За межі агломерації олефіни можуть постачатись по етиленопроводам ARG, Антверпен – Жемеп-сюр-Самбр, Антверпен – Фелу, Антверпен – Тернезен та пропіленопроводам Антверпен – Берінген, Антверпен – Гел. Враховуючи, що Антверпен є потужним олефіновим хабом, напрямки поставок та споживачі можуть змінюватись. Так, в 2018 році зазначена вище група INEOS ввела тут великий морський термінал, розрахований на перевалку 1 млн тонн олефінів на рік. А Borealis планує звести в Антверпені установку дегідрогенізації пропану, здатну виробляти 750 тисяч тонн пропілену.
Враховуючи використання доволі важкої, як для нафтохімії, сировини, установка BASF продукує також велику кількість фракції С4. Враховуючи це, в середині 2010-х запустили блок екстракції бутадієну потужністю 155 тисяч тонн на рік.